# Gordius bivittatus
Gordius bivittatus är en djurart som tillhör fylumet tagelmaskar, och som beskrevs av Kirjanova 1949. Gordius bivittatus ingår i släktet Gordius, och familjen Gordiidae. Inga underarter finns listade i Catalogue of Life.